# سول پرو
سول یا سول جدید یکای پول رایج در کشور پرو است. ضرب این یکای پول به عهده بانک مرکزی پرو می‌باشد.